# Conrad Meyer (évêque)
Pour les articles homonymes, voir Conrad Meyer et Meyer.
Conrad John Eustace Meyer, né le 2 juillet 1922 et mort le 23 juillet 2011, est un ecclésiastique anglais. Il exerce d'abord son ministère au sein de l'Église d'Angleterre, notamment comme évêque anglican de Dorchester de 1979 à 1987,. En 1994, il entre dans la communion de l'Église catholique romaine au sein de laquelle il est ordonné prêtre.

## Biographie
Fils de William Eustace Meyer, il suit ses études au collège Clifton, puis au Pembroke College de Cambridge. Pendant la Seconde Guerre mondiale, il sert dans la Royal Naval Reserve avant d'être ordonné prêtre anglican en 1949. Il est tout d'abord nommé curateur des paroisses civiles d'Ashton Gate, puis de Kenwyn. Il est ensuite vicaire de Devoran de 1954 to 1964, puis archidiacre de Bodmin. De 1979 à 1987, il est nommé évêque de Dorchester puis, de 1990 à 1994, assistant évêque honoraire dans le diocèse de Truro.
En février 1994, il annonce sa conversion à l'Église catholique et est ordonné prêtre l'année suivante. En 2009, il est nommé prélat d'honneur par le pape Benoît XVI.

## Sources
- (en) Cet article est partiellement ou en totalité issu de l’article de Wikipédia en anglais intitulé « Conrad Meyer (bishop) » (voir la liste des auteurs).